# Vietinghoff (Adelsgeschlecht)
Vietinghoff (auch Vittinghoff) ist der Name eines westfälischen Adelsgeschlechts der Grafschaft Mark mit abgegangenem Stammhaus Burg Vittinghoff bei Essen-Rellinghausen, welches sich im Mittelalter auch im Baltikum verzweigte.

## Geschichte

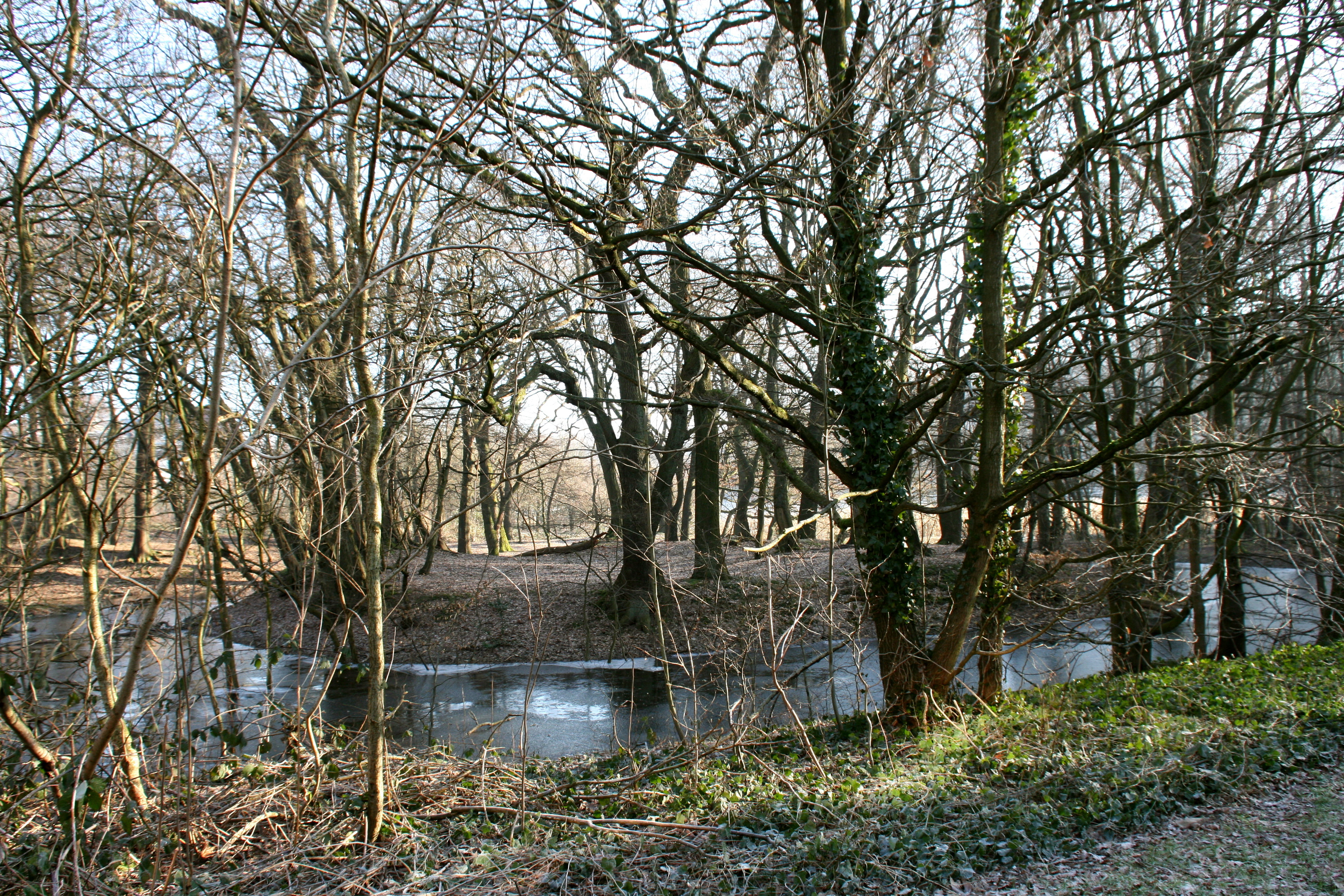
Burgstelle Haus Vittinghoff, Essen-Stadtwald

### Ursprung
Dieses Geschlecht hat sich anfänglich Vitting, Vitinc, Vitinch, Vytingh, Videnchoven, Vittinghoven geschrieben. Urkundlich erstmals 1230 erwähnt sind die Brüder Heinricus, Theodericus und Winimarus de Vitighoven (Original im Staatsarchiv Münster) als Ministeriale des Bischofs von Münster. Zu dieser Zeit muss also Haus Vittinghoff als Motte bereits bestanden haben.
Im mit Dietrich von Altena-Isenberg abgeschlossenen Vertrag von Essen am 1. Mai 1243 werden Henricus de Vitinchoven als Burgmann auf der Burg Blankenstein und Theodoricus de Vintinchoven als Lehnsmann von Friedrich von Isenberg († 1226) aufgeführt. Sie gehörten zum unteren Ritterstand der Ministerialen. Heinrich von Vittinghoff wurde im Jahre 1274 vom Kölner Erzbischof als Kastellan der Neuen Isenburg auf dem Bremberg oberhalb der Ruhr eingesetzt, blieb jedoch auf seinem nur 400 Meter weiter nördlich in der Niederung gelegenen Haus Vittinghoff wohnen.

### Westfälische Linie (Vittinghoff-Schell)

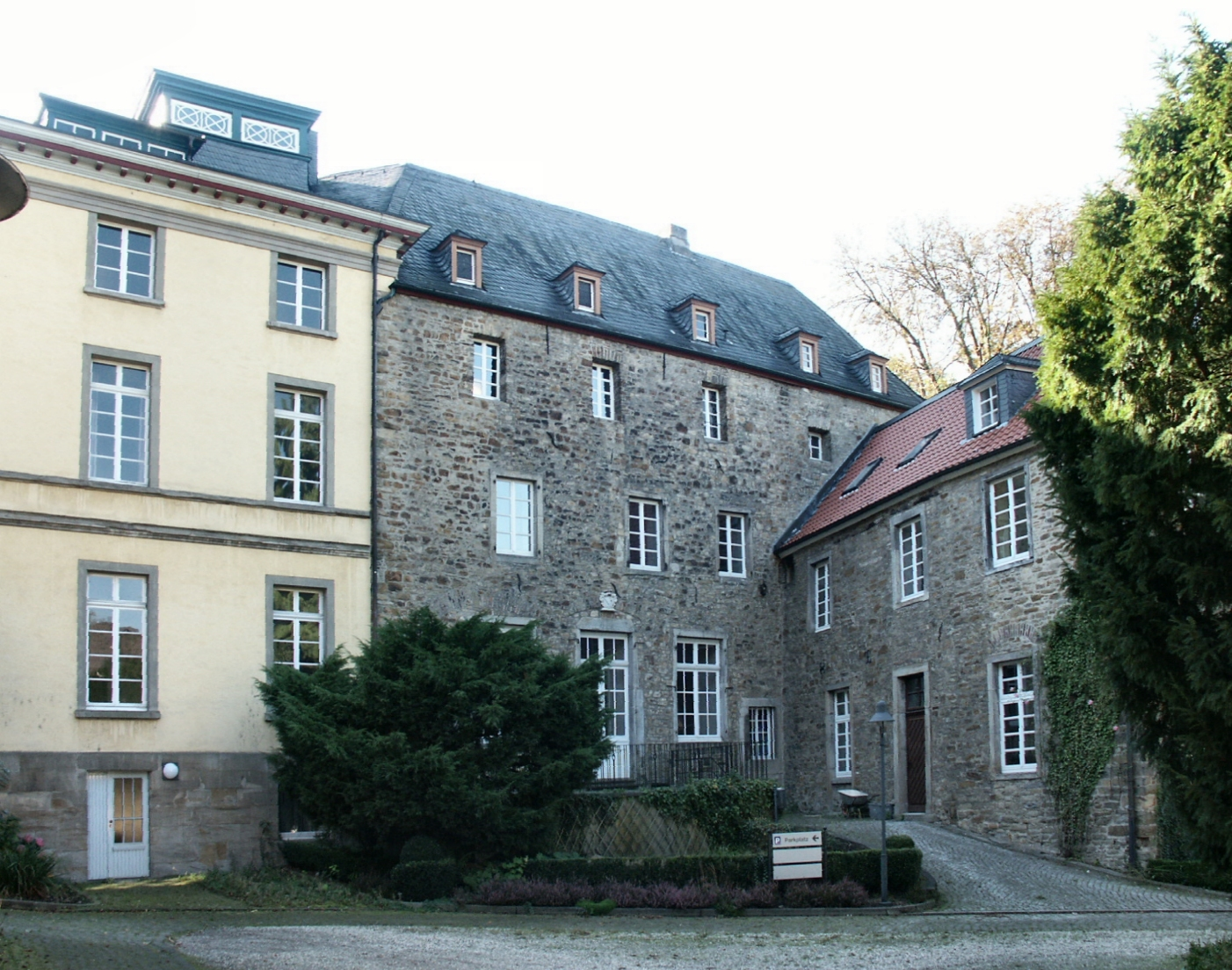
Schloss Schellenberg: Der mittelalterliche Wohnturm (Mitte) mit dem Erweiterungsbau aus dem 17. (rechts) sowie dem klassizistischen Wohnbau aus dem 19. Jahrhundert (links)

Im Jahr 1452 erwarb Johann van den Vitinchaven genannt Schele zusammen mit seinem Schwager Dietrich von Leithen das Haus opm berge, einen unweit des Stammsitzes Vittinghoff gelegenen Wohnturm aus dem 14. Jahrhundert, der später nach dem Genanntnamen der Familie Schloss Schellenberg genannt wurde. Zwei Jahre später veräußerte er die Motte Vittinghoff zusammen mit mehreren Höfen an das Kapitel Rellinghausen. Schloss Schellenberg wurde zum neuen Sitz der Freiherren von Vittinghoff genannt Schell zu Schellenberg, bisweilen auch Vietinghoff gen. Schell, die ab 1456 bis zur Säkularisation 1803 das Erbdrostenamt des Essener Stifts innehatten. Manche Vittinghoffs dienten auch als Domherren, weibliche Mitglieder des Geschlechts als Äbtissinnen.
Von 1660 bis 1672 wurde Schloss Schellenberg in ein barockes Landschloss umgebaut. Nachdem Ende des 19. Jahrhunderts in geringer Entfernung ein Kohleförderschacht niedergebracht worden war und eine Seilbahn zur Beförderung der Kohle nur 100 Meter vom Schloss entfernt verlief, zog die Familie Vittinghoff-Schell auf das Schloss Kalbeck um, das 1838 durch Heirat an sie gelangt war. Als im Jahr 1993 der letzte männliche Namensträger der westfälisch-katholischen Linie Vittinghoff genannt Schell zu Schellenberg verstarb, fielen beide Besitze im Erbweg an die Freiherren Spies von Büllesheim.
Das Schloss Westhusen bei Dortmund war von 1469 bis 1620 im Besitz der Familie. Das Haus Rechen in Bochum-Ehrenfeld war von 1453 bis 1898 im Besitz einer weiteren Linie „von Schell“.

### Baltische Linien (Vietinghoff-Scheel)
Im 14. Jahrhundert zogen Arnoldus und Conradus, vermutlich jüngere Söhne aus dem Haus Vittinghoff, als Ritter des Deutschen Ordens in die baltischen Gebiete, wo Arnold de Vitinghove 1341 in Livland als Komtur des Ordens erstmals urkundlich erscheint und 1360 bis 1364 als Landmeister amtierte, während Conrad von Vytinghove in den Jahren 1387–1413 als Komtur und Ordensmeister erwähnt wird. Da dem Zölibat verpflichtet, sind von diesen ausgewanderten Kreuzrittern keine Nachkommen zu verzeichnen. Zur Besiedlung des Baltikums zogen Ende des 14. Jahrhunderts weitere, nicht zum Orden gehörige Familienangehörige nach: Diderich Vitinck, Henrik I. Viting und Henrich Vicnig (Vitinghoff), auf welche die baltischen Stämme B (Ösel und Estland), C (Livland) und D (Kurland) zurückgehen. Diese historischen Landschaften unterstanden zuerst dem Orden; nach dessen Zerfall waren sie unter polnischer, dänischer, schwedischer und russischer Hoheit.
700 Jahre breiteten sich die Nachfahren der Einwanderer im Baltikum aus und erwarben dort Großgrundbesitz auf zahlreichen Gütern, einige sind im Laufe der Jahrhunderte von dort aus nach Schweden oder Polen ausgewandert sowie in das Innere Russlands oder wieder zurück in deutsche Gebiete im Süden und von dort aus teilweise auch nach Österreich umgesiedelt. Von Schweden aus begründete Otto Johann Fitinghoff (1857–1934) einen blühenden Ast in den Vereinigten Staaten.
Sie waren im Staats- und Militärdienst der russischen Zaren, der deutschen Kaiser, der Könige von Schweden, Dänemark, Polen, Frankreich, Spanien, Niederlande, Württemberg, Sachsen und Preußen, der Herzöge von Kurland und Mecklenburg, der Fürsten von Braunschweig und Hannover sowie des Markgrafen von Bayreuth anzutreffen. Viele andere waren Richter, Geheim-, Land- und Staatsräte oder Kammerherren. Als Gutsbesitzer und Abgeordnete waren sie verantwortlich für Land- und Forstwirtschaft sowie für Infrastruktur, soziale und kulturelle Belange ganzer Regionen. Ein Vietinghoff ist genannt als Student Martin Luthers in Wittenberg, viele Frauen der Familie dienten als Hof- oder Stiftsdamen.
Vietinghoffs verteidigten mehrfach das Abendland gegen die Osmanen, zogen gegen Wallenstein und Ludwig XIV. zu Felde, Georg Michael Baron von Vietinghoff genannt Scheel wurde jedoch königlich französischer Marschall des Königs. Otto Hermann von Vietinghoff war Gesundheitsminister von Katharina der Großen von Russland. Friedrich der Große von Preußen hatte gleich zwei Generäle dieses Namens, Christian V. von Dänemark, Karl XII. von Schweden, Alexander I., Alexander II., Alexander III. von Russland sowie weitere Preußenkönige und deutsche Kaiser hatten jeweils einen. In den Napoleonischen Kriegen haben 39 von ihnen mehrheitlich gegen (einige davon auch für) Napoléon Bonaparte gekämpft.
Eine geborene Vietinghoff ist als Beethoven-Schülerin in Wien überliefert. Im 19. Jahrhundert wirkte Boris von Vietinghoff als Komponist. Die schwedische Schriftstellerin Gräfin Rosa Fitinghoff inspirierte Henrik Ibsen als letzte Geliebte zu seinem Stück Wenn wir Toten erwachen. Bruno von Vietinghoff ging 1905 als Schiffskommandant im Kampf gegen die Japaner bei Tsushima unter und wurde posthum zum Admiral befördert. Ein weiterer Namensträger war kaiserlich osmanischer Major in Konstantinopel.
In der Russischen Revolution flohen die meisten Vietinghoffs nach Westen, andere jedoch auch nach Osten, einige sogar bis nach China und später von dort aus in die USA. Ein Zweig verblieb in der damaligen Sowjetunion und konnte sich erst nach deren Zerfall mit der Familie wieder vereinigen. Bis heute leben Familienmitglieder sowohl in Russland als auch in der Ukraine. Heinrich von Vietinghoff leitete als Generaloberst in Italien 1945 auf eigene Initiative frühzeitig die deutsche Kapitulation ein (auf amerikanischer Seite stand ein anderer Vietinghoff gegenüber). Seit dem 20. Jahrhundert haben die Nachkommen vielfältige moderne Berufe in allen Bereichen der Gesellschaft. Heute sind Familienmitglieder in 20 Ländern Europas und in Übersee wohnhaft, häufig auch mit deren Staatsangehörigkeit.

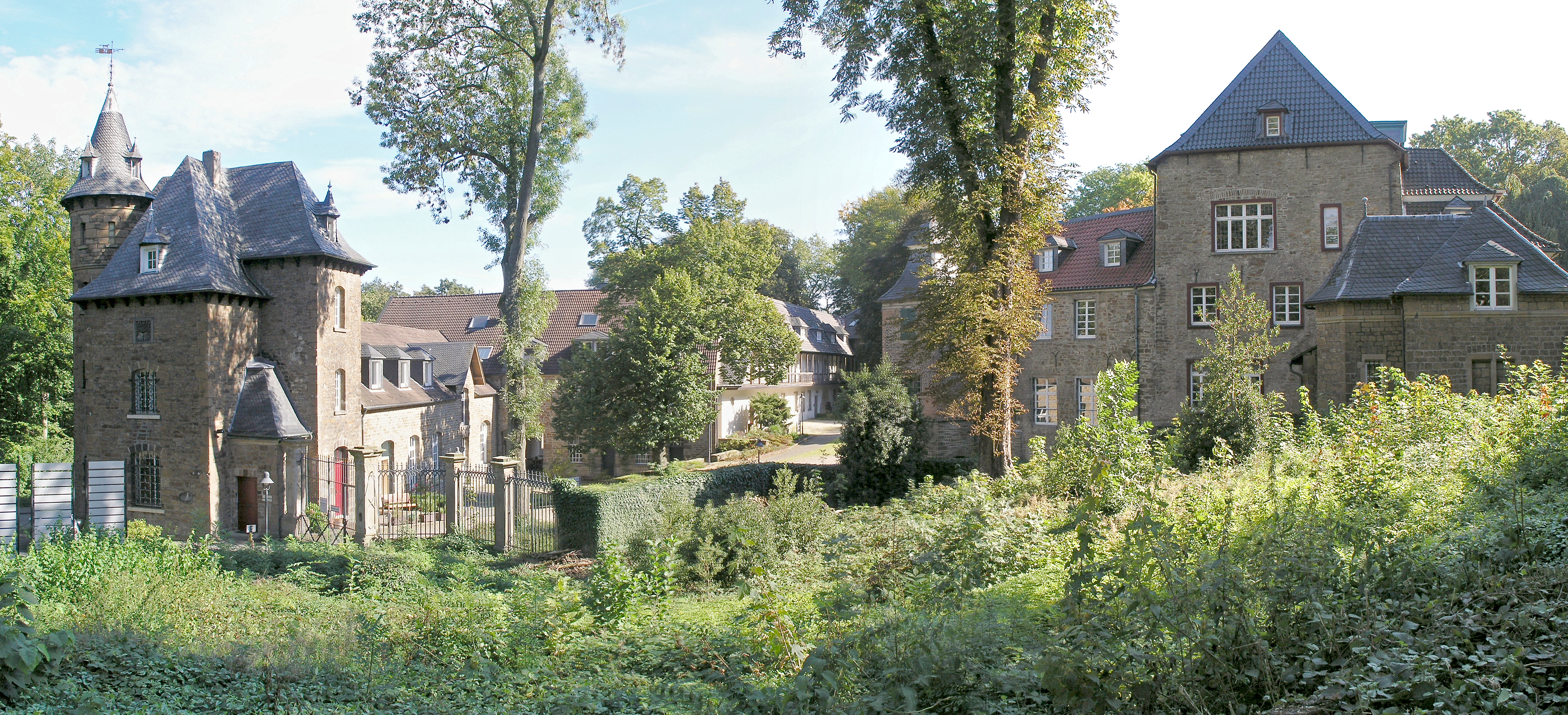
Schloss Schellenberg, Essen-Rellinghausen
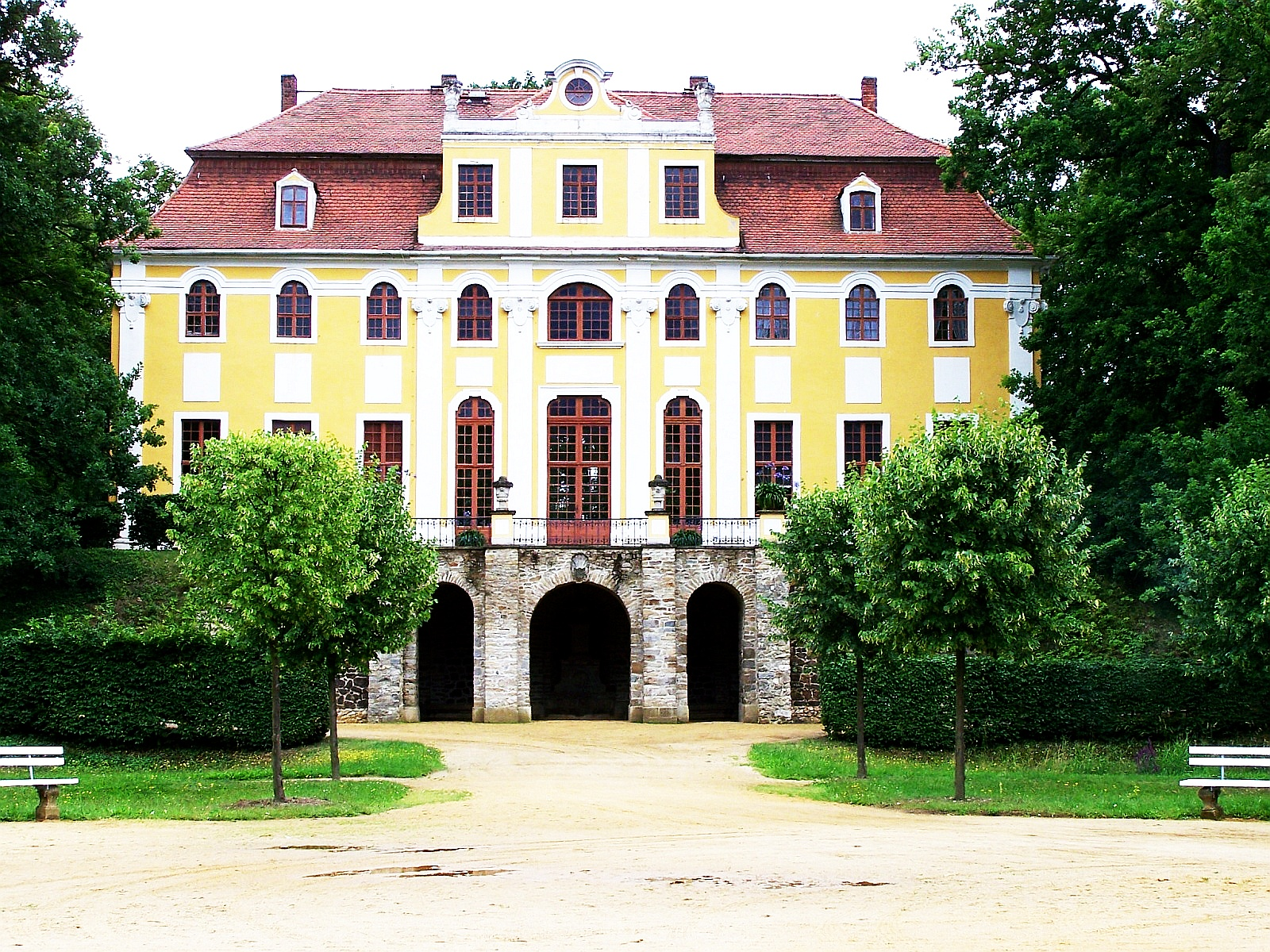
Schloss Neschwitz, sächsische Oberlausitz
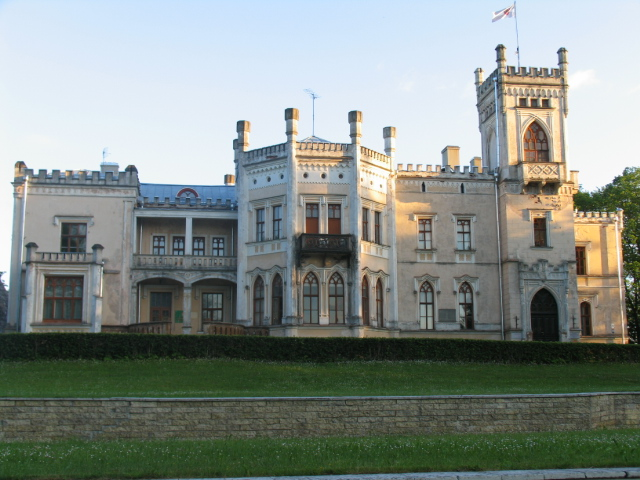
Das Neue Schloss von Marienburg, Lettland
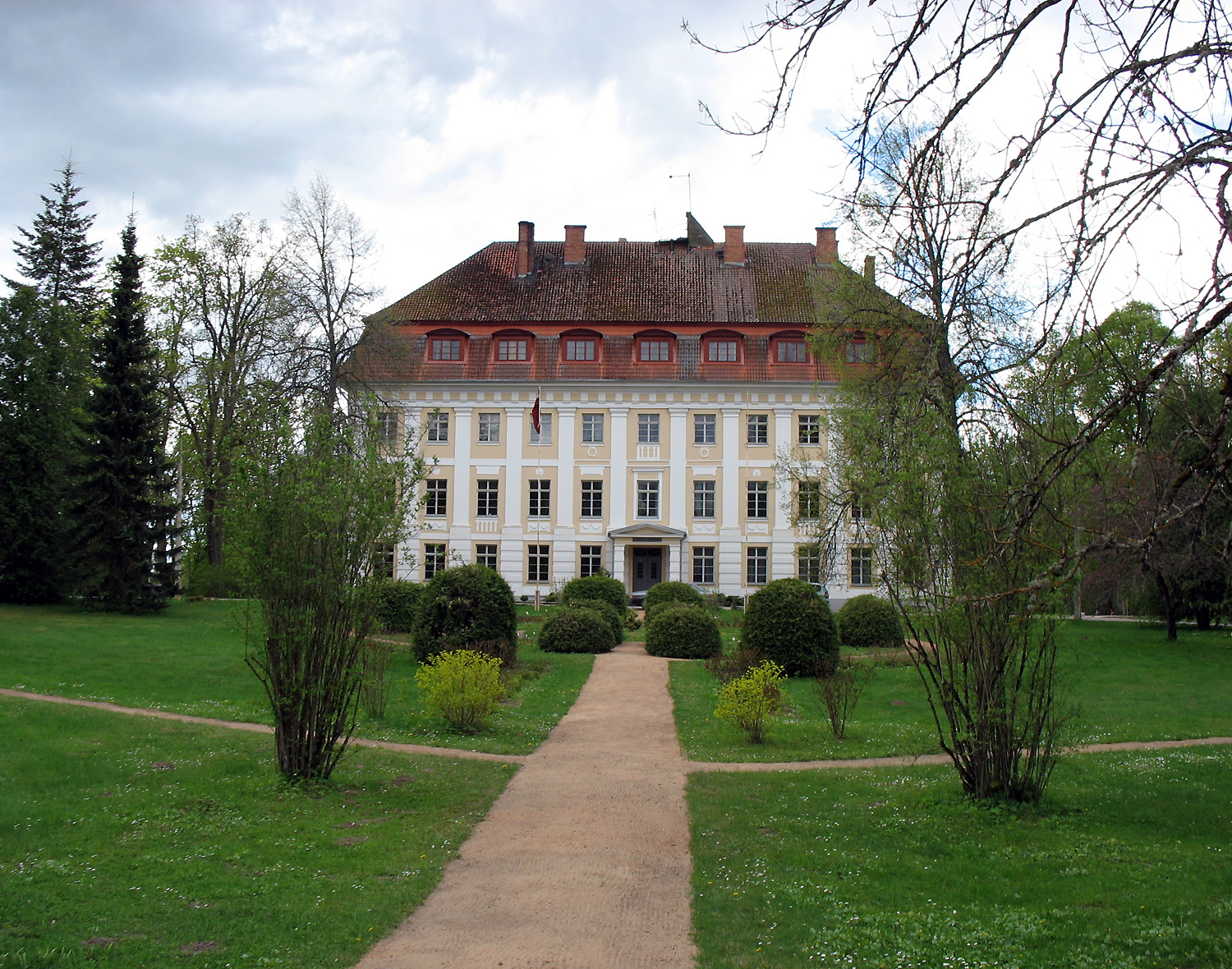
Schloss Salisburg, heute Schule in Mazsalaca

## Namensgeschichte
Im Laufe der Jahrhunderte entstanden über 25 verschiedene Schreibweisen des Namens, der wohl auf Nachkommen (altgermanisch ing) von Ministerialen (Dienstmannen) der vom Hof (niederdeutsch auch hoff) des St. Vitus zurückgeht. Dieser war der Schutzpatron des Klosters Corvey a. d. Weser, welches am Hellweg, der Handels- und Heerstraße zwischen dem Teutoburger Wald und dem Rhein bei Duisburg, mehrere Höfe besaß, die den Mönchen auf ihren Reisen als Herberge dienten. Einer dieser Höfe war der Hof Vit im heutigen Essen-Steele, dessen genaue Lage unbekannt ist.
Der in dieser Region verbliebene katholische Stamm A trug meist den Namen „Vittinghoff“ mit dem Zusatz „genannt Schell“ oder später auch „genannt Schell zu Schellenberg“. Eine blühende evangelische Linie des Stammes A nennt sich nur „von Schell“. Die Nachkommen der ausgewanderten, vielfach verzweigten und vorwiegend evangelischen Stämme B, C und D tragen häufig den Beinamen „genannt Scheel“.
Dazu kamen noch die Familien, welche das alte Stammwappen beibehielten, sich aber nach dem Bei- oder Güternamen unterschieden. Dieses waren die Vittinghoff gen. Hörde, Vittinghoff zum Broich, Vittinghoff zu Altendorf, Vittinghoff zu Scheppen, sowie Vittinghoff gen. Nortkerke.
Eine Linie nennt sich v. Vietinghoff v. Riesch, nachdem der Besitz des kinderlosen Grafen von Riesch in Neschwitz in der Lausitz an sie überging. Zu erwähnen ist die schwedische Schreibweise „Fitinghoff“, die dänische „Wittinghof“, sowie die amerikanisierte „Fittinghoff“ und die russifizierte „Fitingof“.
Das über viele Jahrhunderte gleichzeitige Bestehen reichsdeutscher und deutsch-baltischer Familienzweige, also in der ursprünglichen Heimat ansässig gebliebener, älterer Linien und jüngerer, die bereits im Mittelalter ins Ordensland ausgewandert und dort ansässig geworden sind, ist auch bei anderen Adelsfamilien zu verzeichnen, so den Frydag/Freytag von Loringhoven, den von der Wenge/Lambsdorff, den Behr, Hahn, Korff oder den Waldburg-Capustigall.

## Wappen

### Wappen derer von Vittinghoff
Blasonierung: Das Stammwappen zeigt drei goldene Kugeln (Münzen) auf schwarzem Schrägrechtsbalken im silbernen Schild, auf dem Helm ein schwarzer Turnierhut mit aufgeschlagener roter Krempe und den drei goldenen Kugeln, darüber ein flüchtiger Fuchs mit einer goldenen Kugel im Fang.
Es besteht eine Wappen- und Stammesverwandtschaft zu denen von Leithe.

### Wappen derer von Vietinghoff
Blasonierung: Das Stammwappen wie zuvor, aber statt der Kugeln zeigt das Wappen drei goldene Pilgermuscheln und einen (in die Heimat) zurückblickenden Fuchs. Der kurländische Stamm führt als Schildbild im vermehrten Wappen und in der Helmzier zusätzlich eine Mitra und erinnert damit an die Bischofskandidatur ihres Stammvaters von 1404/1405.

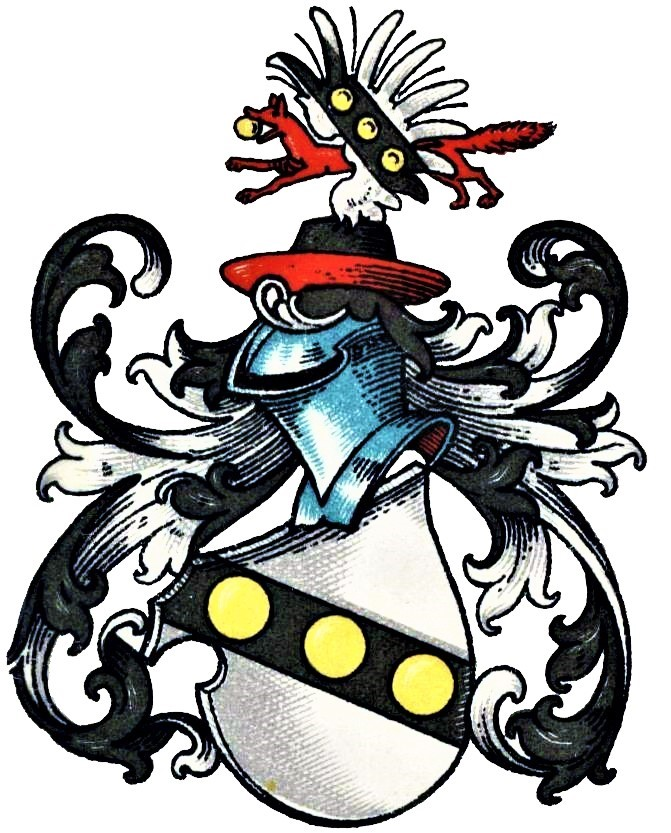
Wappen derer von Vittinghoff gen. Nortkerken (!)
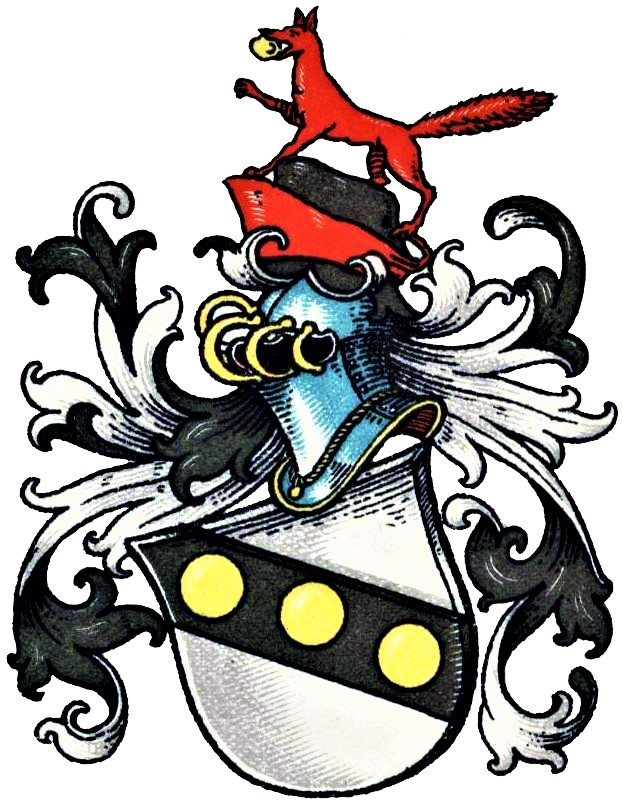
Wappen derer von Vittinghoff / Vietinghoff gen. Schell (II)
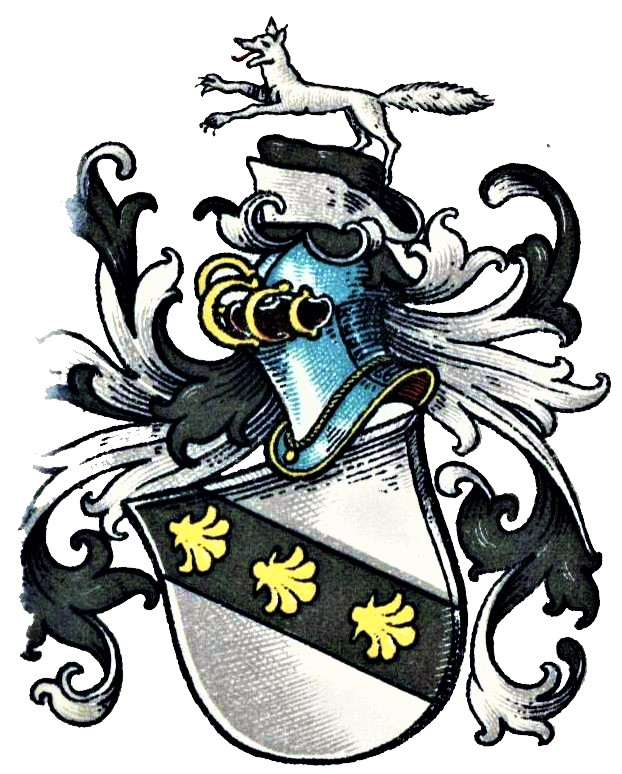
Wappen der Freiherren von Vittinghoff gen. Schell (III)
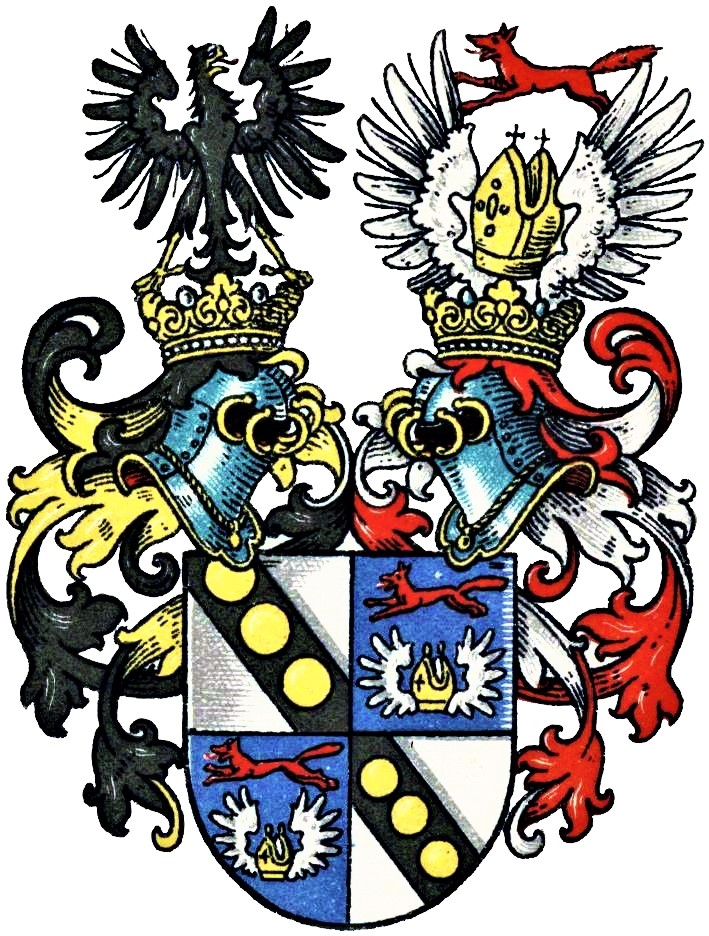
Wappen der Freiherren von Vietinghoff (IV)
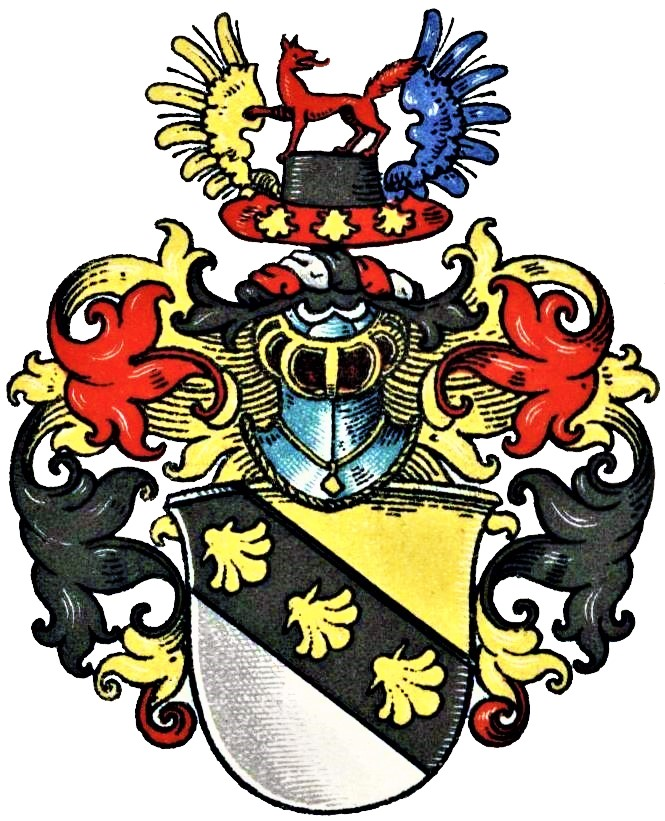
Wappen der Barone von Vietinghoff gen. Schell (V)
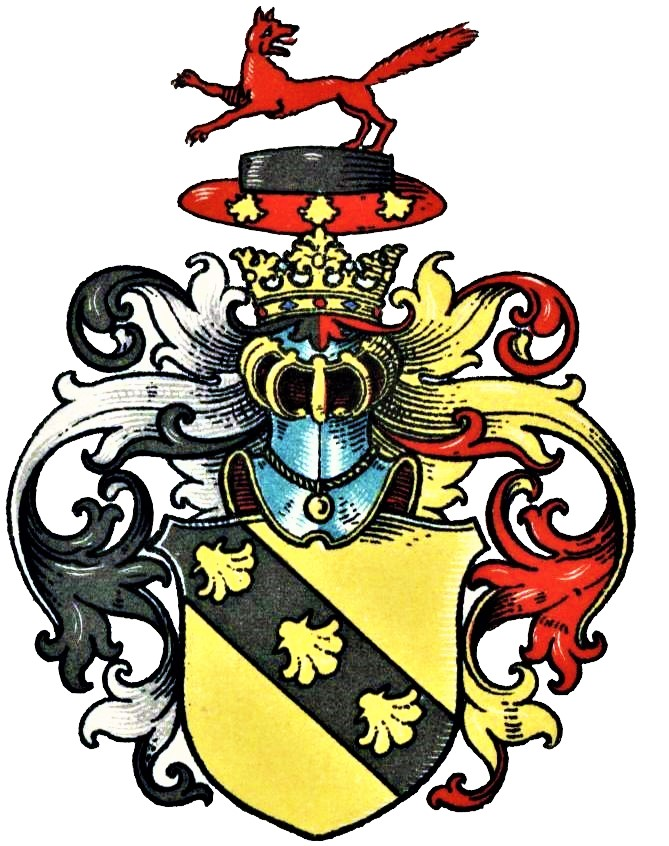
Wappen der Barone von Vietinghoff (VI)
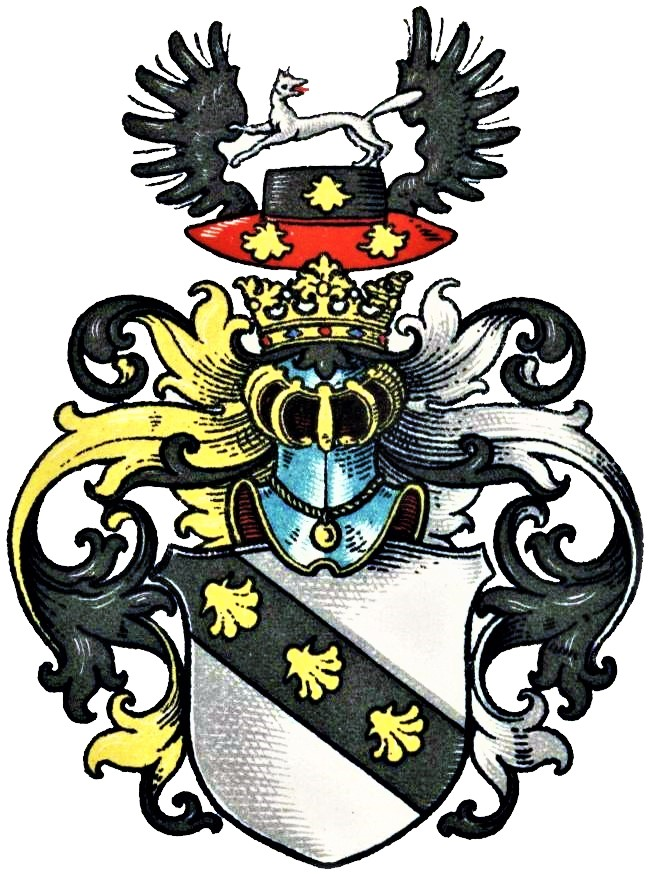
Wappen der Barone von Vietinghoff (VII)
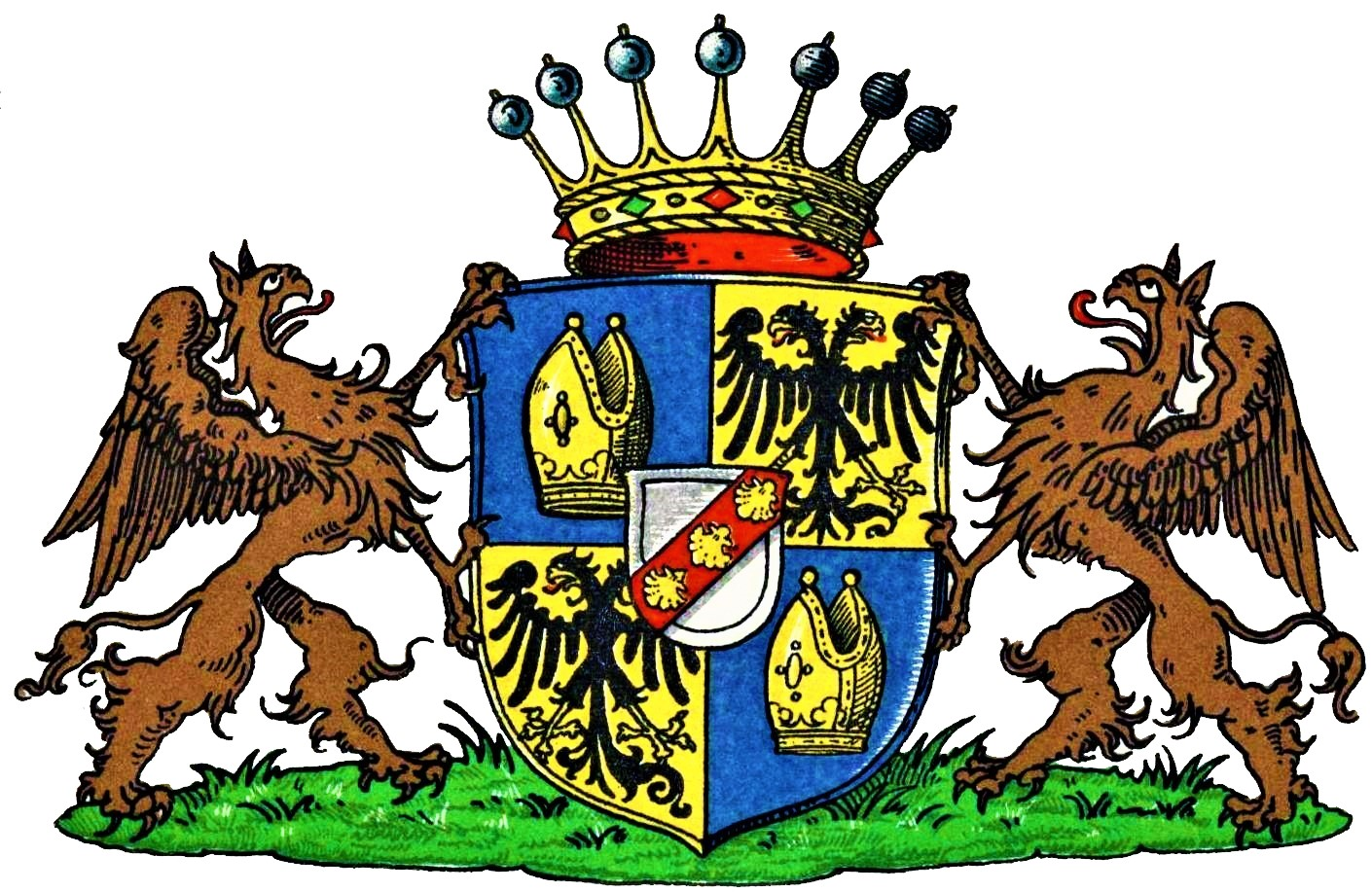
Wappen der Barone von Vietinghoff-Scheel 1680
Wappen der Barone von Vietinghoff-Scheel
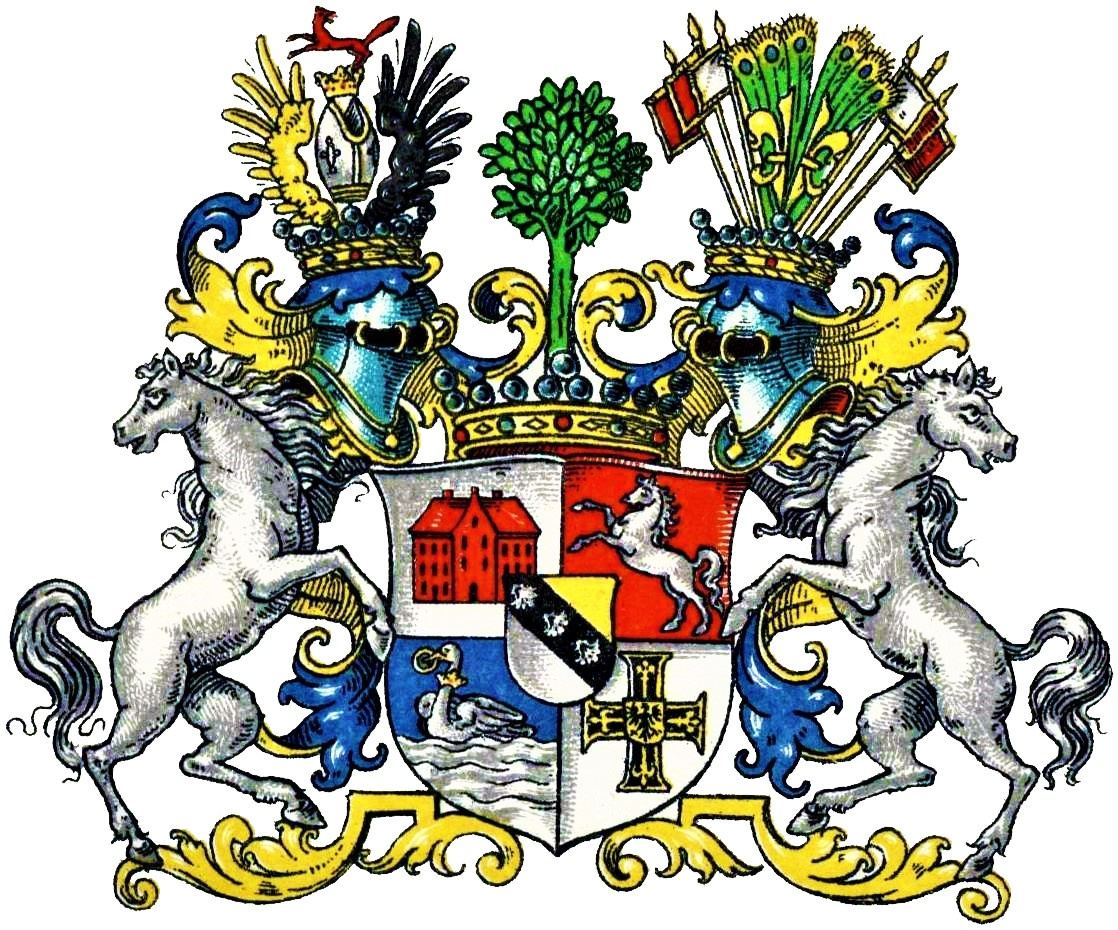
Wappe der Freiherren von Fitinghof 1719

## Familienverband
Der 1890 in Riga und der 1903 in Berlin gegründete Familienverband vereinigten sich 1903 zum heutigen „Verband der Freiherren, Barone und Herren v. Vittinghoff, v. Vietinghoff und v. Schell e. V.“ Die Familientage finden alle zwei Jahre statt. Die nichtadeligen Namensträger (Vietinghoffs ohne „von“) sind im Verband nicht vertreten, weil es bis jetzt nicht gelungen ist, einen urkundlich belegten Zusammenhang festzustellen.

## Name in der Literatur
Siegfried Lenz gab in seinem Roman Heimatmuseum einem Befehlshaber der russischen Truppen in der Schlacht von Masuren zur Zeit des I. Weltkrieges den Namen „Vitinghoff“. Dieses ist Teil der Dialektik des Werkes, wo auch polnische Akteure deutsche Namen haben und umgekehrt.

## Bekannte Namensträger
- Arnold von Vitinghove (*?; † 1364), Komtur des Deutschen Ordens
- Conrad von Vytinghove (*?; † 1413), Meister des Deutschen Ritterordens in Livland
- Johan Fitinghoff († 1685), schwedischer Generalmajor
- Friedrich von Vietinghoff (genannt Scheel) (1624–1691), dänischer Hofmeister, Ritter des Dannebrogordens und Landdrost der Herrschaft Pinneberg
- Erik Göran Fitinghoff (1661–1736), schwedischer Generalleutnant
- Juliane von Krüdener geb. von Vietinghoff (1764–1824), Schriftstellerin und Pietistin
- Johann Wilhelm von Vietinghoff (1682–1738), Mecklenburgischer General der Kavallerie, Kommandant von Danzig
- Detlef von Vietinghoff (1713–1789), preußischer Generalmajor
- Otto Hermann von Vietinghoff (gen. Scheel) (1722–1792), Generaldirektor des allrussischen Medizinalkollegiums, Unternehmer, Kunstmäzen
- August Wilhelm von Vietinghoff (1728–1799), preußischer General
- Georg Michael von Vietinghoff (gen. Scheel) (1722–1807), Baron, Marechal de Camp et Armées du Roi = königlich französischer Marschall der Lager und der Armeen des Königs
- Maria Alexandrina Freiin von Vittinghoff genannt Schell zu Schellenberg (* um 1755; † 1811) Äbtissin des Stifts Wietmarschen
- Burchard Christoph von Vietinghoff (1767–1828), Gelehrter
- Karl von Vittinghoff (1779–1826), Maler und Radirer
- Maximilian Friedrich von Vittinghoff (1779–1835), preußischer Kammerherr, Major und Politiker
- Heinrich Ludwig von Vietinghoff (1783–1853), Topograph, kaiserlich-russischer General
- August von Vietinghoff (1783–1847), Oberstleutnant, Betreuer der Leiche Karl Friedrich Friesens
- Alexander von Vietinghoff (gen. Scheel) (1800–1880), preußischer Generalleutnant
- Gotthard von Vietinghoff (1801–1878), kurländischer Landesbeamter
- Boris von Vietinghoff-Scheel (1829–1901), Komponist der russischen Romantik
- Hermann von Vietinghoff (1829–1905), preußischer Generalleutnant
- Alexander Paul von Vietinghoff (gen. Scheel) (1836–1896), russischer Generalleutnant
- Dimitri von Vietinghoff (1836–1914), mecklenburgischer Offizier und Oberhofmarschall, Kommendator des Johanniterordens
- Laura Fitinghoff (1848–1908), Schriftstellerin
- Bruno von Vietinghoff (1849–1905), kaiserlich-russischer Kapitän zur See, Admiral
- Hermann von Vietinghoff (gen. Scheel) (1851–1933), als Freiherr geboren, Flügeladjutant des deutschen Kronprinzen, preußisch General der Kavallerie; Kommendator des Johanniterordens
- Heinrich Otto Konrad von Vietinghoff (1857–1917), preußischer Generalleutnant der Artillerie
- Leopold Ferdinand Adam von Vietinghoff (gen. Scheel) (1867–1946), General-Sekretär des Alldeutschen Verbandes in Berlin
- Rosa Fitinghoff (1872–1949), Schriftstellerin
- Friedrich von Vittinghoff (gen. Scheel) (1874–1959), als Freiherr geboren, Mitglied des Preußischen Herrenhauses
- Jeanne de Vietinghoff (1875–1926), Schriftstellerin
- Heinrich von Vietinghoff (gen. Scheel) (1887–1952), Generaloberst der Wehrmacht
- Arnold von Vietinghoff-Riesch (1895–1962), als Baron geboren, deutscher Forstwissenschaftler, Naturschützer und Autor
- Egon von Vietinghoff (1903–1994), als Baron geboren, Maler und Philosoph der Malerei, Autor
- Felix von Vittinghoff-Schell (1910–1992), Bürgermeister von Weeze, Abgeordneter im Deutschen Bundestag, Kgl. niederld. Honorarkonsul
- Friedrich Vittinghoff (1910–1999), Althistoriker
- Joachim von Vietinghoff (* 1941), Filmproduzent und Dozent
- Eckhart von Vietinghoff (gen. Scheel) (* 1944), vormals Präsident des Landeskirchenamts der evangelisch-lutherischen Landeskirche Hannovers